# Monardia kollari
Monardia kollari är en tvåvingeart som först beskrevs av Johannes Winnertz 1870.  Monardia kollari ingår i släktet Monardia och familjen gallmyggor. Inga underarter finns listade i Catalogue of Life.